# Yamaha YM2612

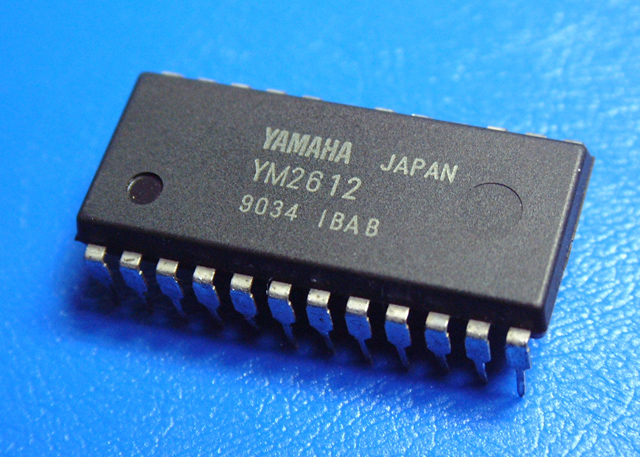
Мікросхема Yamaha YM2612, рік випуску 1990

YM2612, або OPN2, — мікросхема шестиканального генератора звуку, розроблена фірмою Yamaha. Вона входить до сімейства мікросхем аналогічного призначення, вироблених тією ж фірмою, що використовують для синтезу звуку метод частотної модуляції (FM-синтез). Створювані нею звуки схожі за звучанням на інші мікросхеми сімейства, наприклад YM3812 (OPL2) і YMF262 (OPL3), що використовувалися в звукових картах Sound Blaster фірми Creative Labs.
YM2612 найвідоміша за ігровою консоллю Sega Mega Drive, де вона використовувалася як основний синтезатор (у парі з Texas Instruments SN76489). Також вона застосовувалася в комп'ютері FM Towns.

## Технічні характеристики
YM2612 надає такі можливості генерування звуку:
- Шість незалежних каналів (голосів) FM-синтезатора
- Чотири оператори (генератори частоти) на кожен канал
- Два програмованих таймери
- Генератор наднизької частоти (LFO)
- Аналоговий стереофонічний вихід (більшість інших мікросхем FM-синтезу фірми Yamaha вимагали використання зовнішньої мікросхеми ЦАП)
- Операторам третього каналу можна призначати власну частоту (для інших каналів частоти операторів можуть мати тільки кратні частоти від основної частоти каналу)
- Шостий канал також може використовуватися в режимі ЦАП для відтворення оцифрованих звуків.
- Кожен канал можна помістити зліва, справа, або в центрі стереопанорами.

## Особливості
У режимі ЦАП шостий канал дозволяє відтворювати 8-розрядні оцифровані семпли, при цьому FM-синтезатор для цього каналу вимикається. Дані виводяться в ЦАП через запис значень в один з 8-розрядних регістрів мікросхеми. Оскільки YM2612 не має буфера для виведеного звуку, виведення даних з потрібною частотою дискретизації має забезпечуватися керувальним процесором програмно.
Будова і програмна модель YM2612 дуже схожі на іншу мікросхему сімейства, YM2203 (OPN). Практично, YM2612 містить функціональність двох YM2203, з незначними відмінностями, і має аналогічне звучання. Відмінності полягають у відсутності в YM2203 генератора LFO і керування панорамою, а також режиму ЦАП (оскільки YM2203 використовує для виведення звуку FM-синтезатора зовнішній ЦАП); і, з іншого боку, за відсутності в YM2612 SSG-частини (повністю сумісної з General Instruments AY-3-8910, включно з SSG-Type обвідною в операторів каналів). Призначення регістрів цих мікросхем переважно збігається.
«Інструменти» (набори параметрів для операторів одного каналу), що використовуються YM2612 в іграх для Mega Drive/Genesis, сумісні з деякими синтезаторами фірми Yamaha із серії DX/TX, наприклад з Yamaha DX100 .